# Edith Cooper
Edith Emma Cooper (1862 – 1913) è stata una scrittrice e poetessa inglese. Insieme a sua zia Katherine Harris Bradley (1846 - 1914) usavano lo pseudonimo di Michael Field, tale segreto doveva rimanere tale fino a quando il loro amico Robert Browning raccontò ogni cosa.

## Biografia
Convinta dalla zia a farsi chiamare Isla Leigh, in seguito durante gli anni in cui frequentava il college universitario di Bristol, verso la fine del 1870, decisero di vivere insieme diventando amanti. Conobbe molti personaggi importanti dell'epoca fra cui Oscar Wilde, lei in una particolareggiata descrizione dello scrittore lo paragonò ad un frutto che per quanto poteva apparire succoso era allo stesso tempo privo di grazia.
Alla fine per via di un tumore la ragazza morì prima della zia.

## Opere
Fra le opere che ha scritto con lo pseudonimo Isla Leigh da sola o insieme alla zia si ritrovano:
- Bellerophon (1881)
- Callirrhoe & Fair Rosamund (1884)
- The Father's Tragedy (1885)
- William Rufus (1885)
- Loyalty Or Love? (1885)
- Canute the Great (1887)
- The Cup of Water (1887)
- Long Ago (1889)
- The Tragic Mary (1890)
- Stephania, a Trialogue (1892)
- A Question of Memory (1893)
- Underneath the Bough (1893)
- Attila, My Attila (1896)
- Noontide Branches (1899)
- Anna Ruina (1899)
- Borgia (1905)
- Wild Honey from Various Thyme (1908)
- Queen Mariamne (1908)
- Tragedy of Pardon (1911)
- Tristan de Léonois (1911)
- Dian (1911)
- The Accuser (1911)
- A Messiah (1911)
- Poems of Adoration (1912)